# William Alwyn
William Alwyn, CBE (Northampton, 7 de novembro de 1905 – Southwold, 11 de setembro de 1985) foi um compositor inglês.
Compôs a música de diversos filmes, dos quais se destacam os realizados por Carol Reed.